# Metalectra charopus
Metalectra charopus är en fjärilsart som beskrevs av William Schaus 1912. Metalectra charopus ingår i släktet Metalectra och familjen nattflyn. Inga underarter finns listade i Catalogue of Life.